# Nikolaj L'vovič Luganskij
Nikolaj L'vovič Luganskij, in russo Николай Львович Луганский? e nella traslitterazione anglosassone: Nikolai Lugansky (Mosca, 26 aprile 1972), è un pianista russo.

## Biografia
Nikolaj Luganskij nasce a Mosca nel 1972 da due ricercatori scientifici. Quando ha cinque anni arrivano, inaspettati, i primi segni di un talento musicale innato. Dice lui stesso «ero semplicemente predestinato ad essere un pianista», riferendosi a un episodio risalente a prima che imparasse anche solo a leggere la musica, quando andò dal vicino, si sedette al pianoforte e suonò una sonata di Beethoven a memoria, imparata solo ascoltandola. Dopodiché inizierà a prendere lezioni dal vicino stesso, Sergej Ipatov, un pianista e compositore.
A sette anni entrerà nella Scuola centrale di musica di Mosca, studiando con Tat'jana Kestner, un'ex allieva di Aleksandr Gol'denvejzer. Nel 1985 la Kestner muore, e Luganskij diventa allievo di una sua amica stretta, Tat'jana Nikolaeva, con cui studiò  per nove anni, durante i quali ascoltarono insieme molta musica.
Nel 1988 Nikolaj vinse il primo premio all'All-Union Competition di Tbilisi, e la medaglia d'argento all'ottava edizione dell'International Bach Competition di Lipsia.
Nel 1990 vince il secondo premio nella Rachmaninov competition di Mosca. Nel 1992 all'Accademia Estiva Internazionale "Mozarteum" di Salisburgo vince il premio speciale "miglior pianista". Nell'estate del 1993 subisce, in un incidente, lesioni a un piede e alla schiena, e solo dopo diversi mesi poté continuare la propria attività. Nel novembre dello stesso 1993, Tat'jana Nikolaeva muore durante un recital a San Francisco. Nella sua ultima intervista aveva dichiarato che Luganskij era destinato a essere il prossimo grande pianista russo. È in questo periodo che Luganskij deve decidere se partecipare o no al decimo Concorso internazionale Čajkovskij, che si sarebbe tenuto nell'estate del 1994, decidendo alla fine di partecipare. Continuò a studiare con Sergej Dorenskij, che era stato per qualche tempo l'assistente della Nikolaeva. Nel 1994 vinse il concorso, essendosi però aggiudicato soltanto il secondo premio, mentre il primo non fu assegnato.
Luganskij è oggi riconosciuto come uno dei più grandi pianisti a livello mondiale; ha inciso diversi CD, tra i quali tutti i quattro concerti per pianoforte e orchestra di Sergej Rachmaninov. Tiene concerti in Asia, America e in Europa. In Italia, al Teatro Lirico di Cagliari, ha suonato il primo concerto per pianoforte e orchestra di Rachmaninov e al teatro San Carlo di Napoli ha suonato il concerto n.3 per pianoforte e orchestra sempre di Rachmaninov.

## Vita privata
Oltre la musica, gli piacciono gli scacchi, gli sport e la letteratura. Vive a Mosca con la moglie e i tre figli. Ha due cani.